# Демирёллары
АООТ «Демирёллары»  (туркм.  «Demirýollary» AGPJ ) — туркменская государственная компания, владелец части инфраструктуры, перевозчик пассажиров и грузов туркменской сети железных дорог. Инфраструктура общего пользования принадлежит агентству «Туркмендемирёллары» (входит в структуру Министерства промышленности и коммуникации Туркмении). Образовано в 2020 году на базе Министерство железнодорожного транспорта Туркмении. 30 % акций принадлежат АОЗТ Алтын Асыр, по 35 % акций принадлежит агентству «Türkmendemirýollary» и АООТ «Транспортно-логистический центр Туркменистана». Главный офис компании расположен в Ашхабаде.
«Демирёллары» связана с железными дорогами сопредельных стран: Казахстана (Казахстанские железные дороги), Азербайджана (Азербайджанские железные дороги), Ирана (Иранские железные дороги), Узбекистана (Узбекистон темир йуллари) и Афганистана.

## История

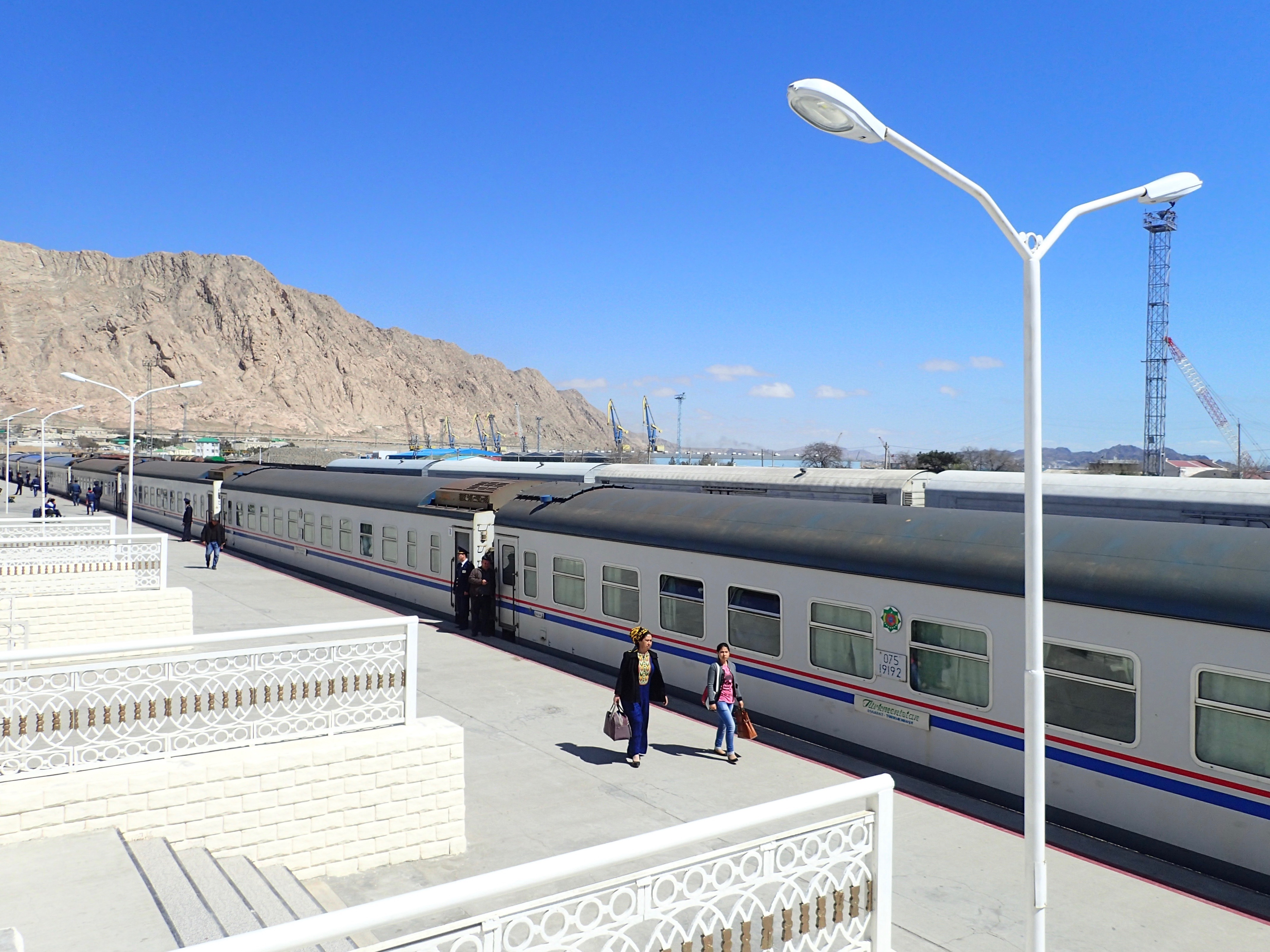
Поезд АООТ «Демирёллары» на вокзале в Туркменбаши

Акционерное общество открытого типа «Демирёллары» («Железные дороги») в 2020 году получило функции перевозчика и в грузовом, и пассажирском сообщении. Постановление о передаче функций железнодорожного перевозчика в адрес новой структуры подписал президент Туркменистана Гурбангулы Бердымухамедов. Учредителями нового АООТ «Демирёллары» стали Агентство «Туркмендемирёллары», Ашхабадская дистанция путей и сооружений, АООТ «Транспортно-логистический центр Туркменистана» и оператор мобильной связи «Алтын Асыр».
В структуру компании вошли локомотивные и вагонные депо, железнодорожные станции, вокзалы, строительно-монтажные подразделения, профильные предприятия связи и электроснабжения на всей территории Туркменистана, отели «Кервен» и «Туркменбаши» в Авазе.

## Маршрутная сеть
Действует 9 маршрутов поездов, 5 скорых и 4 пассажирских.
Скорые
- 3/4 Ашхабад — Туркменабад — Ашхабад
- 19/20 Ашхабад — Туркменабад — Ашхабад
- 23/24 Туркменбашы — Ашхабад — Туркменбаши
- 33/34 Ашхабад — Дашогуз — Ашхабад
- 93/94 Ашхабад — Дашогуз — Ашхабад

Пассажирские
- 613/614 Серхетабад — Мары — Серхетабад
- 617/618 Туркменабад — Газоджак — Туркменабад
- 619/620 Амыдеря — Туркменабад — Амыдеря
- 625/626 Серхетабад — Мары — Серхетабад